# Wełykyj Kobelaczok
Wełykyj Kobelaczok (ukr. Великий Кобелячок) – wieś na Ukrainie, w obwodzie połtawskim, w rejonie połtawskim, w hromadzie Nowi Sanżary. W 2001 liczyła 659 mieszkańców.